# Boris Sagredo
Boris Alexis Sagredo Romero (San Felipe, 21 marzo 1989) è un calciatore cileno, Centrocampista dell San Luis de Quillota.